# ژان-ژاک گوتیه
ژان-ژاک گوتیه (۴ نوامبر ۱۹۰۸ - ۲۰ آوریل ۱۹۸۶) ناقد نمایش، رمان‌نویس و مقاله‌نویس فرانسوی و از ۱۹۷۲ عضو فرهنگستان فرانسه بود. گوتیه در ۱۹۶۵ از نخستین کسانی بود که کار بهرام بیضایی را ستود.